# Lina Andersson
Lina Andersson (n. 18 martie 1981, Gällivare, Comitatul Norrbotten, Suedia) este o schioară de fond ce a reprezentat Suedia, medaliată olimpică. A participat la două ediții ale Jocurilor Olimpice (2002, 2006) în care a câștigat o medalie de aur.